# Chuza’a
Chuza’a (arab. ‏خزاعة‎) – wieś w Palestynie (południowa Strefa Gazy, muhafaza Chan Junus). Według danych oficjalnych na rok 2007 liczyła 9023 mieszkańców.

## Konflikt izraelsko-palestyński
W styczniu 2009, podczas operacji „Płynny Ołów”, miejscowość została zaatakowana przez wojska Izraela. Według relacji mieszkańców oraz belgijskiego dziennikarza Bruno Stevensa Izraelici celowo niszczyli domy w Chuza’a, strzelali do karetki pogotowia, a także stosowali pociski z białym fosforem, przez co zginęło 14 osób.
Podczas operacji „Ochronny Brzeg” (2014) Siły Powietrzne Izraela zbombardowały meczet w Chuza’a.
Z Chuza’a pochodziła Razan An-Nadżdżar, 21-letnia pielęgniarka zastrzelona 1 czerwca 2018 przez IDF podczas ewakuacji rannych z granicy Strefy Gazy.